# Welwitschia mirabilis
Welwitschia mirabilis Hook.f. è una pianta diffusa nell'Africa sud-occidentale, nelle zone desertiche del Kalahari e del Namib, tra l'Angola e la Namibia. È l'unica specie dell'ordine Welwitschiales e della famiglia delle Welwitschiaceae.
Il nome "Welwitschia" deriva da Friedrich Welwitsch, il botanico austriaco che per primo ne documentò l'esistenza presso la comunità scientifica europea. L'aggettivo mirabilis si riferisce alla forma insolita della pianta. In lingua afrikaans viene chiamata tweeblaarkanniedood, che significa "due foglie non possono morire".

## Etimologia
Il medico e botanico austriaco Friedrich Welwitsch scoprì questa pianta nel 1859 nei pressi di Cabo Negro in Angola e la descrisse in una lettera del 16 agosto 1860, indirizzata a William Jackson Hooker, il direttore dei Royal Botanic Gardens di Kew, a Londra. Nel 1862 Welwitsch inviò un esemplare della pianta a Hooker a Kew, il quale ne pubblicò una descrizione scientifica nel 1863 e assegnò il nome in onore dello scopritore, sostituendo il precedente nome di Tumboa proposto da Welwitsch con l'invio della pianta. Hooker commentò che la Welwitschia "era la più straordinaria pianta mai introdotta nel suo Paese, e una delle più brutte" ("It is out of the question the most wonderful plant ever brought to this country, and one of the ugliest").
In Angola la pianta è chiamata N'Tumbo, (da cui il "Tumboa" proposto da Welwitsch), che significa "ceppo". I Nama la chiamano Kharos o Khurub, i Damara Nyanka; per gli Herero è Onyanga, cioè la "cipolla del deserto", perché il suo midollo veniva mangiato sia crudo che cotto nella cenere.

## Descrizione

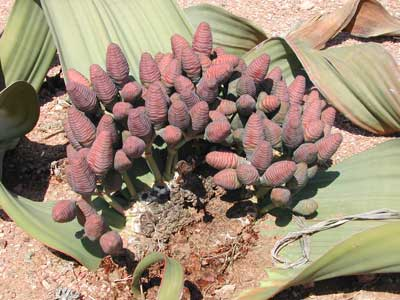
Infiorescenze di W. mirabilis femmina

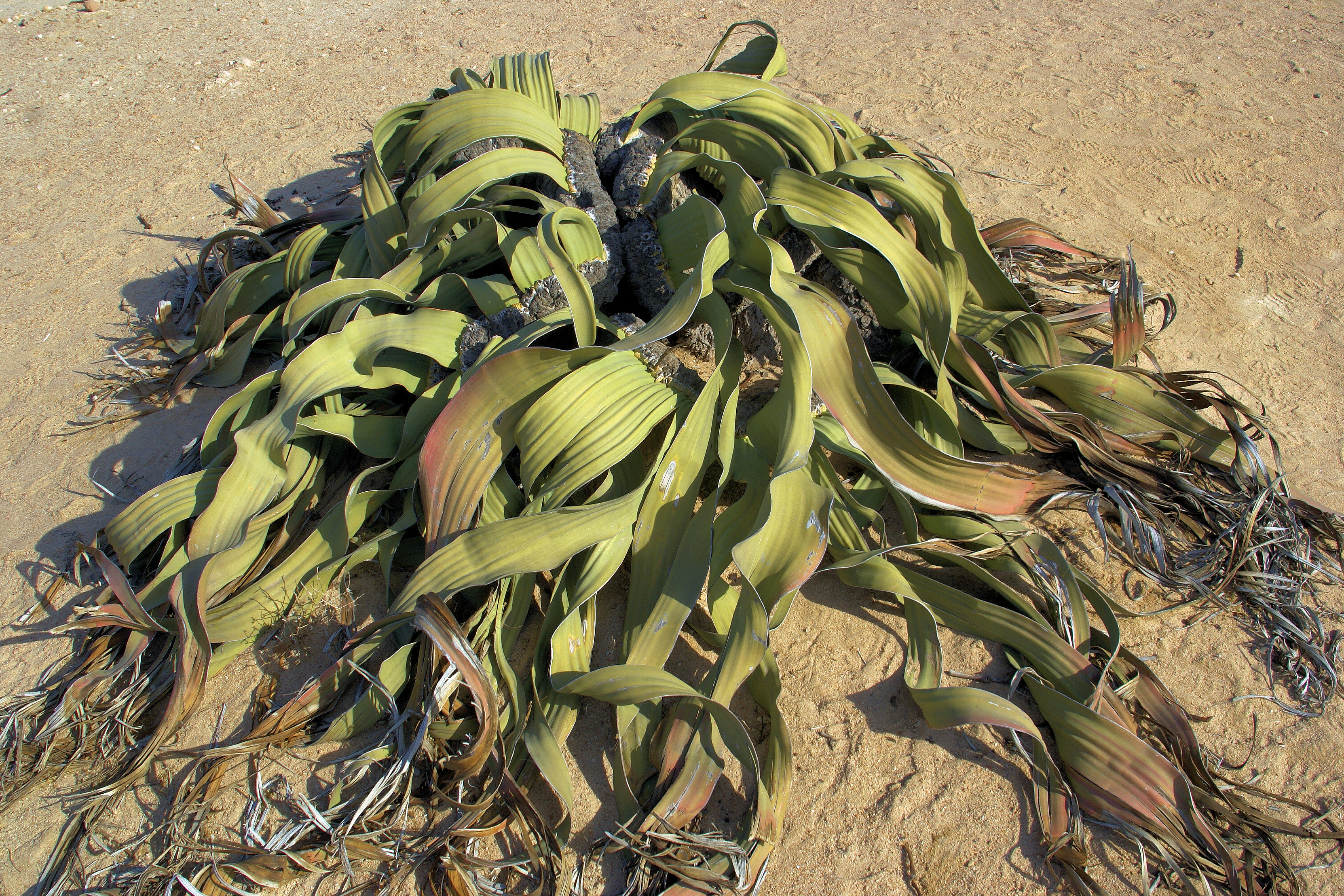
Una W. mirabilis adulta, deserto del Namib, Namibia

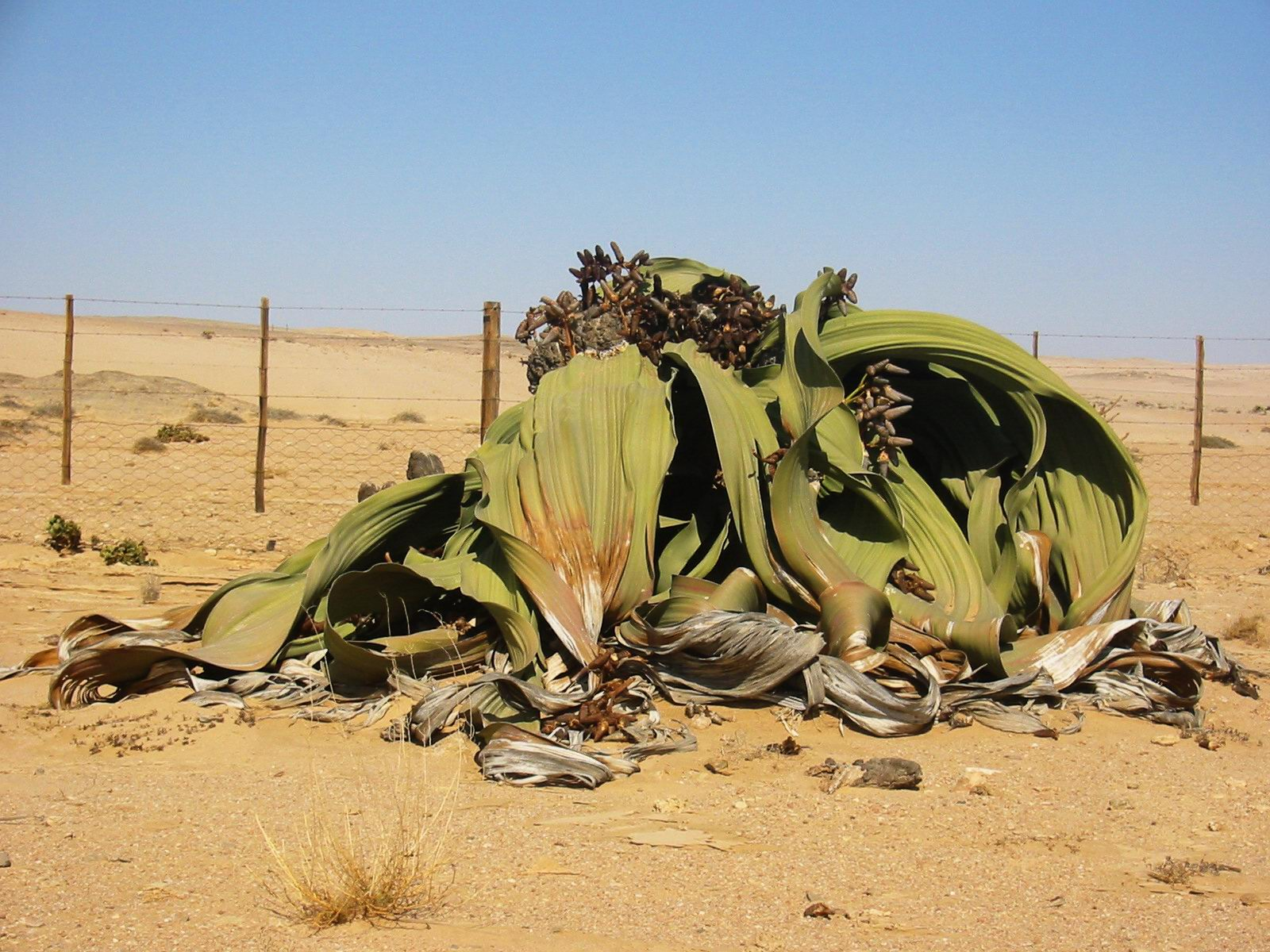
L'esemplare più grande di Welwitschia conosciuto, soprannominato The Big Welwitschia, raggiunge un'altezza di 1,40 m e un diametro di 4 m.

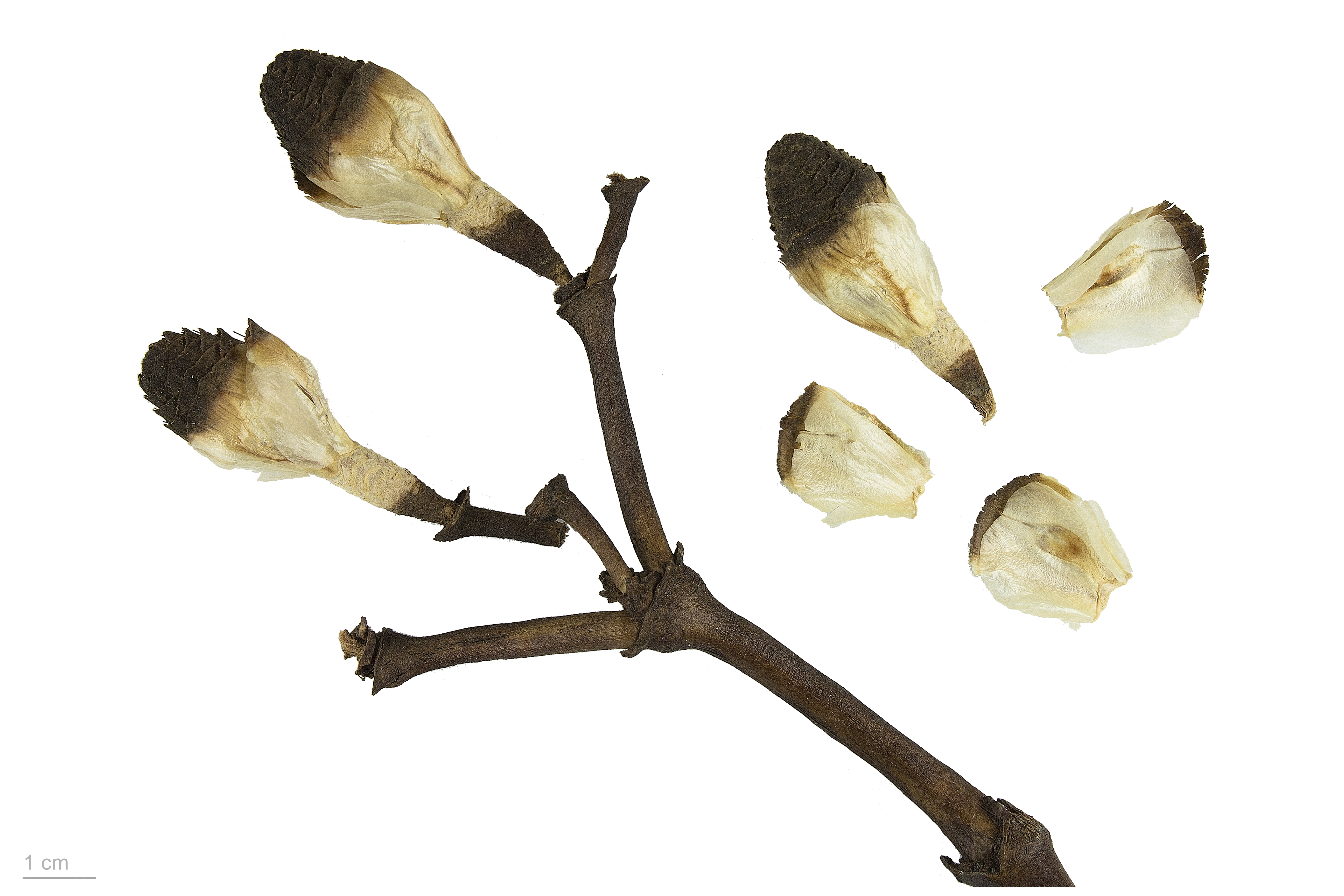
Welwitschia mirabilis

La Welwitschia è una pianta appartenente alle Gnetofita(gruppo di piante simile alle Angiosperme anche se appartenenti de facto al phylum delle Gimnosperme) dalle caratteristiche estremamente peculiari, tanto che Charles Darwin la definì "l'ornitorinco del regno vegetale". Presenta una radice a fittone molto profonda che si espande in orizzontale e due foglie dall'aspetto unico, lunghe fino a cinque metri e adagiate sul terreno, con un meristema basale che compensa l'erosione della parte distale (in altre parole: le foglie sono nastri che crescono continuamente dalla base, mentre l'estremità finale progressivamente si inaridisce e muore).
L'aspetto generale della pianta è quindi quello di una grande matassa di nastri verdi, larghi fino a quasi mezzo metro e lunghi cinque, attorcigliati e deposti sul suolo, con le parti finali che progressivamente muoiono, si sfilacciano, e diventano di colore marrone. Il tronco, piuttosto grande (in diametro) è cortissimo, e coperto dalle foglie.
Per questi aspetti, e soprattutto per la presenza di un vero tronco e di tessuti legnosi, la pianta non è da considerarsi una grande erba, ma si tratta invece di un vero albero, che risulterebbe addirittura correlabile alle conifere; tale relazione sarebbe basata sul fatto che sia la pianta maschio che la pianta femmina (la specie è dioica), producono un'infiorescenza simile ad una pigna.
L'impollinazione sembra sia effettuata attraverso gli insetti (impollinazione entomofila) attirati dal nettare prodotto sia dai fiori maschili che femminili.
Un'altra caratteristica insolita della W. mirabilis è l'eccezionale longevità; la datazione con carbonio 14 ha dimostrato che alcuni esemplari hanno oltre 2000 anni. La pianta viene anche considerata un fossile vivente.
La sopravvivenza nel clima arido del Namib non è affidata principalmente (come si credeva un tempo) alle radici particolarmente lunghe, ma all'assorbimento dell'umidità portata dalle nebbie costiere. Infatti mentre le piogge nel clima desertico del luogo sono estremamente rare e totalmente inaffidabili, le nebbie prodotte dalla condensazione atmosferica, dovuta alla notevolissima escursione termica tra il giorno e la notte sulle correnti di aria provenienti dal mare (e che si spingono molti chilometri all'interno), sono invece ricorrenti e frequenti.
Con l'abbassamento della temperatura al di sotto del punto di rugiada la nebbia si trasforma in goccioline di umidità che si depositano dappertutto. Per la natura porosa delle foglie queste si impregnano di umidità ed assorbono la maggior parte dell'acqua necessaria alla pianta; anche il suolo sabbioso si inumidisce in superficie per lo stesso motivo, ma l'umidità rievapora durante il giorno; quando la nebbia si ripete e perdura, l'umidità penetra lentamente nel terreno allontanandosi dallo strato superficiale evaporante, e può raggiungere anche le radici.
Peraltro la condensazione delle nebbie è la condizione assolutamente necessaria per la vita animale (relativamente ricca) del deserto del Namib.

## Distribuzione e habitat

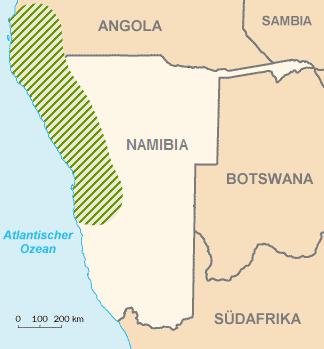
Areale della Welwitschia mirabilis

La specie è tipica del deserto del Namib e il suo areale si estende tra l'Angola e la Namibia. Il limite settentrionale si trova poco a nord del fiume Namibe (in Angola) e si estende verso sud per circa 1200 km fino al fiume Kuiseb in Namibia. Non vive direttamente sulle coste marine, ma ad una distanza dal mare di 20–60 km.
Il suo tasso di crescita media annuale (basale delle foglie) è compreso tra i 10 mm in prossimità delle coste, fino ai 250 mm nella savana di alberi di mopane. In alcune zone della Namibia centrale la Welwitschia è la specie dominante; la densità massima si trova compresa tra i 50 e 60 km dalle coste, dove peraltro di verifica la condizione ottimale di crescita fogliare.
Una regione particolarmente ricca di Welwitschia è l'altopiano denominato "Welwitschia Plains", situato nel Namib-Naukluft National Park, a est di Swakopmund, nel triangolo tra i fiumi Khan e Swakop, dove sono registrate 5-6000 piante.
18 esemplari notevoli di Welwitschia sono ospitati da molti anni nell'orto botanico situato all'interno della reggia Borbonica di Portici (NA) dove vengono curati dagli esperti dell'università di agraria della Federico II di Napoli che ha una sede distaccata al suo interno.
In seguito a temperature record registrate in Italia, nel 2024 a Palermo per la prima volta si è registrata la fioritura della Welwitschia in Italia.